# ون (کاشان)
ون، روستایی از توابع بخش نیاسر شهرستان کاشان در استان اصفهان ایران است.

روستای ون در ۵۰ کیلومتری شهرستان کاشان قرار دارد.
این روستا در فاصله ۵۰ کیلومتری شمال‌غربی شهرستان کاشان و در مرز استان اصفهان با استان‌های مرکزی و قم واقع شده‌است. فاصله هوایی روستا تا کاشان ۴۰ کیلومتر است، اما فاصله جاده ای آن حدود ۵۰ کیلومتر است. مساحت روستا (نقاط مسکونی، باغات و اراضی) بدون در نظر گرفتن مزرعه‌ها حدود یک کیلومتر مربع (یک میلیون متر مربع معادل ۱۰۰ هکتار) است. به لحاظ موقعیت نسبی روستای ون از سمت غرب به روستای رهق، از شرق به روستاهای سار و وادقان و از جنوب به روستای ارمک یک همسایه‌است. روستای ون به لحاظ تقسیمات ناهمواری‌ها در محدوده‌ای میان‌کوهی استقرار یافته‌است. کوه قوقو در ۷ کیلومتری، کوه زیرآب در بند در ۶ کیلومتری و کوه‌سونی در ۵ کیلومتری شمال‌شرقی روستا قرار دارد.

## نتایج سرشماری
این روستا در دهستان کوه دشت قرار دارد و براساس سرشماری مرکز آمار ایران در سال ۱۳۹۵، جمعیت آن ۲۵۶ نفر (۱۰۲خانوار) شامل ۱۳۳ مرد و ۱۲۳ زن بوده‌است.

## وجه تسمیه و پیشینه تاریخی
در منابع مکتوب مطالب قابل استنادی در ارتباط با سابقه سکونت و وجه تسمیه این روستا یافت نشد ولی براساس مطالعات میدانی و بنا به اظهارات مطلعین و معتمدین، اسم این روستا برگرفته از نام درخت ون است که در آن زمان درخت ون در این روستا زیاد بوده، هم‌چنان‌که الان هم در روستای ون تعداد این درخت زیاد است. به‌همین‌خاطر ساکنین اولیه نام این روستا را ون گذاشتند. پیشینه تاریخی روستا بنابه اظهارت معتمدان محل به بیش از هزار سال پیش برمی‌گردد.

## محصولات کشاورزی
از مهم‌ترین محصولات کشاورزی روستا می‌توان به گردو و گل محمدی اشاره کرد که تولید آنها در سال‌های گذشته کم شده‌است.

## نگارخانه

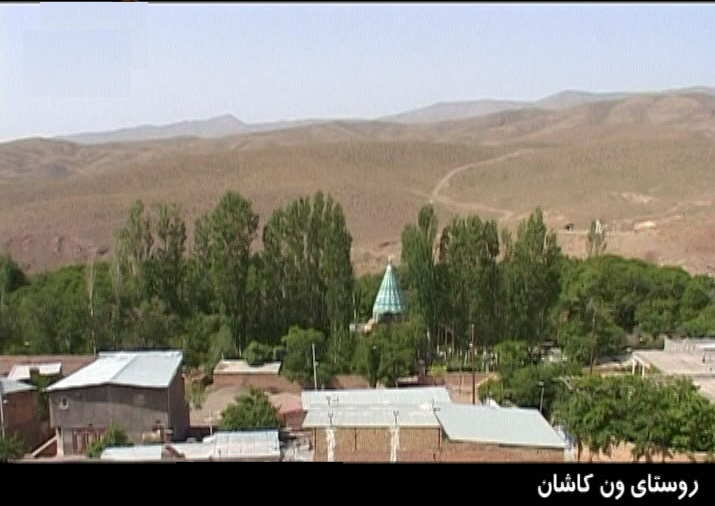
روستای ون
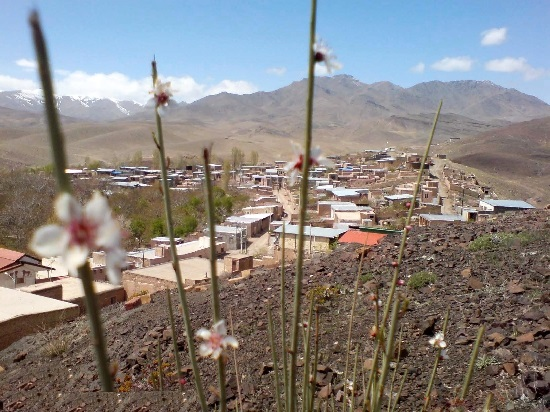
طبیعت ون
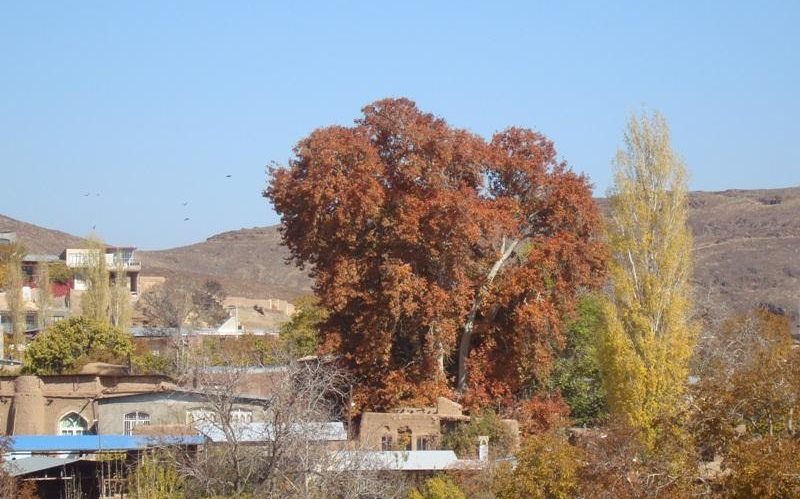
ون طبیعت
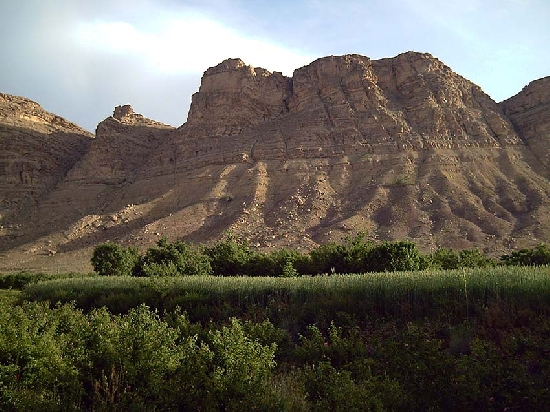
طبیعت ون
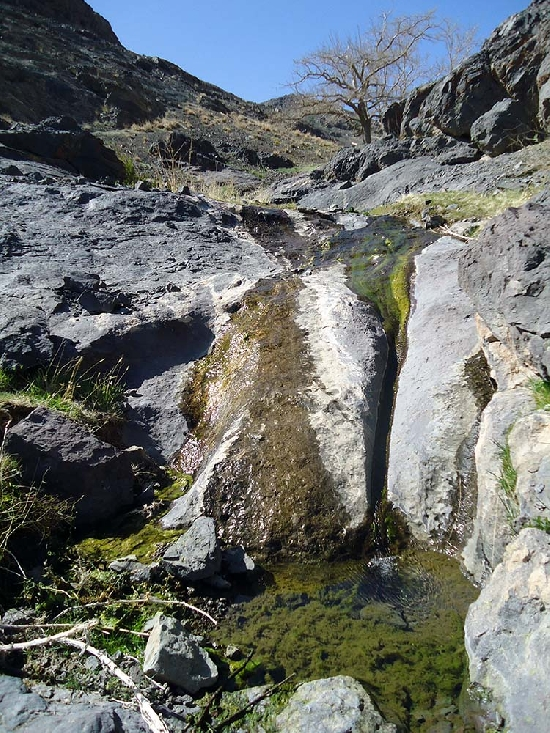
طبیعت ون
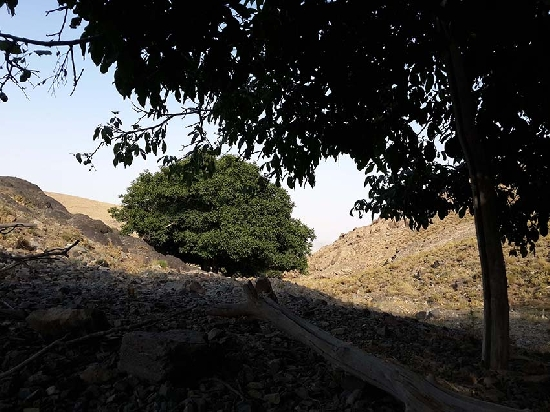
طبیعت ون